# Dyakia (orquídea)
Dyakia  es un género monotípico con  una única especie de orquídeas epifitas. Dyakia hendersoniana (Rchb.f.) Christenson, es originaria de Borneo.

## Descripción
Es una orquídea epifita de tamaño pequeño  que prefiere el clima cálido, es monopodial  con un tallo que lleva hojas liguladas a oblanceoladas, bilobuladas en el ápice de manera desigual: Florece  en una inflorescencia erecta de 15 cm de largo, con hasta 40 flores con brácteas ampliamente ovadas, las flores son vistosas y fragantes. La floración se produce en la primavera y en el verano.

## Distribución y hábitat
Esta especie era previamente conocida como Ascocentrum hendersonianum.  Se encuentra en Borneo en alturas de 800 metros en lugares ribereños y en los bosques estacionalmente pantanosos.

## Taxonomía
Dyakia hendersoniana fue descrita por (Rchb.f.) Christenson y publicado en Orchid Digest 50: 63. 1986.
Sinónimos
- Saccolabium hendersonianum Rchb.f., Chron. Orchid. 1875(2): 356 (1875).
- Ascocentrum hendersonianium (Rchb.f.) Schltr., Orchideen: 576 (1914).[1]